# Heterosternuta phoebeae
Heterosternuta phoebeae là một loài bọ cánh cứng trong họ Bọ nước. Loài này được Wolfe & Harp miêu tả khoa học năm 2003.